# Слађан Ракић
Слађан Ракић (Смедерево, 13. јуна 1999) српски је фудбалер који тренутно наступа за Рад.

## Статистика

### Клупска
Ажурирано 2. марта 2023.
|                                        |          |                     |     |   |   |   |   |   |   |   |     |   |  |  |
| Црвена звезда                          | 2017/18. | Суперлига Србије    | 0   | 0 | — | — | 0 | 0 | — | — | 0   | 0 |  |  |
|                                        |          |                     |     |   |   |   |   |   |   |   |     |   |  |  |
| Графичар (позајмица)                   | 2017/18. | Српска лига Београд | 11  | 2 | — | — | — | — | — | — | 11  | 2 |  |  |
|                                        |          |                     |     |   |   |   |   |   |   |   |     |   |  |  |
| Спартак Суботица                       | 2018/19. | Суперлига Србије    | 11  | 0 | 3 | 0 | 0 | 0 | — | — | 14  | 0 |  |  |
| Спартак Суботица                       | 2019/20. | Суперлига Србије    | 0   | 0 | — | — | — | — | — | — | 0   | 0 |  |  |
|                                        |          |                     |     |   |   |   |   |   |   |   |     |   |  |  |
| Смедерево (позајмица)                  | 2019/20. | Прва лига Србије    | 18  | 2 | — | — | — | — | — | — | 18  | 2 |  |  |
|                                        |          |                     |     |   |   |   |   |   |   |   |     |   |  |  |
| Колубара (позајмица)                   | 2020/21. | Прва лига Србије    | 12  | 0 | 1 | 0 | — | — | — | — | 13  | 0 |  |  |
|                                        |          |                     |     |   |   |   |   |   |   |   |     |   |  |  |
| Графичар                               | 2020/21. | Прва лига Србије    | 13  | 0 | — | — | — | — | — | — | 13  | 0 |  |  |
| Графичар                               | Укупно   | Укупно              | 24  | 2 | — | — | — | — | — | — | 24  | 2 |  |  |
|                                        |          |                     |     |   |   |   |   |   |   |   |     |   |  |  |
| Спартак Суботица                       | 2021/22. | Суперлига Србије    | 3   | 0 | 0 | 0 | — | — | — | — | 3   | 0 |  |  |
| Спартак Суботица                       | Укупно   | Укупно              | 14  | 0 | 3 | 0 | 0 | 0 | — | — | 17  | 0 |  |  |
|                                        |          |                     |     |   |   |   |   |   |   |   |     |   |  |  |
| Раднички Сремска Митровица (позајмица) | 2021/22. | Прва лига Србије    | 23  | 1 | 0 | 0 | — | — | — | — | 23  | 1 |  |  |
|                                        |          |                     |     |   |   |   |   |   |   |   |     |   |  |  |
| Раднички Нови Београд                  | 2022/23. | Прва лига Србије    | 10  | 0 | 1 | 0 | — | — | — | — | 11  | 0 |  |  |
|                                        |          |                     |     |   |   |   |   |   |   |   |     |   |  |  |
| Рад                                    | 2022/23. | Прва лига Србије    | 2   | 0 | — | — | — | — | — | — | 2   | 0 |  |  |
|                                        |          |                     |     |   |   |   |   |   |   |   |     |   |  |  |
| Каријера                               | Каријера | Каријера            | 103 | 5 | 5 | 0 | 0 | 0 | — | — | 108 | 5 |  |  |
|                                        |          |                     |     |   |   |   |   |   |   |   |     |   |  |  |

### Утакмице у дресу репрезентације
| Репрезентација Србије у узрасту до 16 година старости | Репрезентација Србије у узрасту до 16 година старости | Репрезентација Србије у узрасту до 16 година старости | Репрезентација Србије у узрасту до 16 година старости | Репрезентација Србије у узрасту до 16 година старости | Репрезентација Србије у узрасту до 16 година старости | Репрезентација Србије у узрасту до 16 година старости | Репрезентација Србије у узрасту до 16 година старости | Репрезентација Србије у узрасту до 16 година старости | Репрезентација Србије у узрасту до 16 година старости |
| #                                                     | Датум                                                 | Такмичење                                             | Локација                                              | Домаћин                                               | Резултат                                              | Гост                                                  | Гол                                                   | Реф.                                                  |                                                       |
| ----------------------------------------------------- | ----------------------------------------------------- | ----------------------------------------------------- | ----------------------------------------------------- | ----------------------------------------------------- | ----------------------------------------------------- | ----------------------------------------------------- | ----------------------------------------------------- | ----------------------------------------------------- | ----------------------------------------------------- |
| 1.                                                    | 3. март 2015.                                         | Развојни турнир УЕФА                                  | Стадион ФК Локомотива, Загреб                         | Србија                                                | 1 : 1                                                 | Словенија                                             |                                                       | [ 22 ]                                                |                                                       |
| 2.                                                    | 23. април 2015.                                       | Пријатељска утакмица                                  | Кућа фудбала, Стара Пазова                            | Србија                                                | 1 : 1                                                 | Швајцарска                                            |                                                       | [ 23 ]                                                |                                                       |
| 3.                                                    | 12. мај 2015.                                         | Пријатељска утакмица                                  |                                                       | Израел                                                | 3 : 1                                                 | Србија                                                |                                                       |                                                       |                                                       |
| 4.                                                    | 14. мај 2015.                                         | Пријатељска утакмица                                  |                                                       | Израел                                                | 0 : 3                                                 | Србија                                                |                                                       |                                                       |                                                       |
| 4                                                     | Укупан број утакмица и постигнутих погодака           | Укупан број утакмица и постигнутих погодака           | Укупан број утакмица и постигнутих погодака           | Укупан број утакмица и постигнутих погодака           | Укупан број утакмица и постигнутих погодака           | Укупан број утакмица и постигнутих погодака           | 0                                                     | [ 24 ]                                                |                                                       |

| Репрезентација Србије у узрасту до 18 година старости | Репрезентација Србије у узрасту до 18 година старости | Репрезентација Србије у узрасту до 18 година старости | Репрезентација Србије у узрасту до 18 година старости | Репрезентација Србије у узрасту до 18 година старости | Репрезентација Србије у узрасту до 18 година старости | Репрезентација Србије у узрасту до 18 година старости | Репрезентација Србије у узрасту до 18 година старости | Репрезентација Србије у узрасту до 18 година старости | Репрезентација Србије у узрасту до 18 година старости |
| #                                                     | Датум                                                 | Такмичење                                             | Локација                                              | Домаћин                                               | Резултат                                              | Гост                                                  | Гол                                                   | Реф.                                                  |                                                       |
| ----------------------------------------------------- | ----------------------------------------------------- | ----------------------------------------------------- | ----------------------------------------------------- | ----------------------------------------------------- | ----------------------------------------------------- | ----------------------------------------------------- | ----------------------------------------------------- | ----------------------------------------------------- | ----------------------------------------------------- |
| 1.                                                    | 29. новембар 2016.                                    | Пријатељска утакмица                                  | Кућа фудбала, Стара Пазова                            | Србија                                                | 3 : 1                                                 | Црна Гора                                             |                                                       | [ 25 ]                                                |                                                       |
| 2.                                                    | 1. децембар 2016.                                     | Пријатељска утакмица                                  | Кућа фудбала, Стара Пазова                            | Србија                                                | 0 : 0                                                 | Црна Гора                                             |                                                       | [ 26 ]                                                |                                                       |
| 3.                                                    | 29. новембар 2016.                                    | Међународни турнир у Израелу                          |                                                       | Србија                                                | 3 : 0                                                 | Јужна Кореја                                          |                                                       | [ 27 ]                                                |                                                       |
| 4.                                                    | 15. децембар 2016.                                    | Међународни турнир у Израелу                          | Стадион у Шефајиму                                    | Србија                                                | 0 : 2                                                 | Немачка                                               |                                                       |                                                       |                                                       |
| 4                                                     | Укупан број утакмица и постигнутих погодака           | Укупан број утакмица и постигнутих погодака           | Укупан број утакмица и постигнутих погодака           | Укупан број утакмица и постигнутих погодака           | Укупан број утакмица и постигнутих погодака           | Укупан број утакмица и постигнутих погодака           | 0                                                     | [ 28 ]                                                |                                                       |